# Sielsowiet Kozły
Sielsowiet Kozły (biał. Казлоўскі сельсавет, ros. Козловский сельсовет) – sielsowiet na Białorusi, w obwodzie mińskim, w rejonie nieświeskim, z siedzibą w Kozłach.

## Miejscowości
- agromiasteczko:
  - Onoszki
- wsie:
  - Chodatowicze
  - Dołhinty
  - Husaki (hist. Husaki Rządowe)
  - Kamionka
  - Kochanowicze
  - Kozły
  - Małojedy
  - Żankowicze